# Garlin (Karstädt)
Garlin ist ein Ortsteil der amtsfreien Gemeinde Karstädt im Landkreis Prignitz in Brandenburg. Zu Garlin gehören die bewohnten Gemeindeteile Seetz, Sargleben, Dargardt und Bootz.
Der Ort liegt nordwestlich des Kernortes Karstädt an der Landesstraße L 133. Am nördlichen Ortsrand verlaufen die B 5 und die A 14. Die L 13 verläuft südlich des Ortes.

## Geschichte

### Bootz
Bootz war lange ein altes Gutsdorf, zunächst im Wechsel in den Händen verschiedener bekannter Familien. Im Wert von 25.500 Talern erwarb es erst ein Major Carl Georg von Guretzky, dann ging es an die von Kröcher und bald an den Landrat Anton von Krosigk-Hohenerxleben. Im Jahre 1793 übernahm Gut Bootz die pommersche Familie von Petersdorff, die auch den Bau des Gutshauses vollendeten. Einhundert Jahre später umfasste der direkte Besitz Bootz 533 ha Land. Das Rittergut gehörte nun zu einem Familienfideikommiss, Eigentümer waren der Landrat Heinrich von Petersdorff und seine Frau Wilhelmine von Blücher. Der Sohn Franz von Petersdorff, Oberstleutnant a. D., folgte als Besitzer. Zuletzt gehörte Bootz dem Politiker Victor von Podbielski und dessen gleichnamigen Sohn Victor von Podbielski-Dallmin.

### Dargardt
Dargardt, im Wortstamm slawischen Ursprungs, wurde 1431 dann wohl als Dargarten erwähnt. Die Ortschaft war einst ein gutsherrliches Vorwerk der Adelsherrschaft Stavenow, hatte 36 Einwohner, in drei Wohngebäuden. Zum kleinen Gut gehörten um 1860 sechs Wirtschaftsgebäude. Schon im Jahre 1835 findet Dargardt mehrfach Erwähnung in der allgemeinen preußischen Statistik.

### Garlin
Die Ersterwähnung von Garlin geht auf das Jahr 1255 zurück. Der Ort und die Gemeinden gehörte von der preußischen Gebietsreform 1816 bis zur Umstrukturierung der alten Länder 1952 zum Kreis Westprignitz. Nachfolgend kam die Zuordnung in den Kreis Perleberg und damit in den Bezirk Schwerin.

### Sargleben
Die Kirchgemeinde Sargleben und Seetz wurden 1918 unter dem Pfarramt Garlin vereinigt. Sargleben war nicht gutsherrlich, sondern bäuerlich geprägt. Die Höfe der Familien W. Baade, R. Koch, W. Müller, H. Schrader, E. und R. Springhorn sowie A. Wernicke hatten vor einhundert Jahren eine Größe zwischen 21 und 79 ha.

### Seetz
In Seetz ist bereits 1616 ein Gutsbesitz der Familie von Gühlen nachgewiesen. Noch im 19. Jahrhundert bestand ein eigenständiges kreistagsfähiges Rittergut. Um 1850 besaß es die Familie Eggers, der Verkauf ist auf Juni 1854 datiert. Später gehörte das Gut der Familie Paetow. Diese Besitzung hatte einen Umfang von 550 ha Land. Anfang der 1920er Jahre sind die etwa 50 ha großen Bauernhöfe der Familien Otto Porep jun. und Alfred Siebert im Landwirtschaftlichen Adressbuch für die Provinz Brandenburg nachgewiesen.

### Eingemeindungen
Am 31. Dezember 2001 wurde Garlin mit seinen Gemeindeteilen nach Karstädt eingemeindet.

## Sehenswürdigkeiten
In der Liste der Baudenkmale in Karstädt (Prignitz) sind für Garlin zwei Baudenkmale aufgeführt:
- Die Dorfkirche, ein Saalbau aus Feldsteinen, wurde Ende des 15. Jahrhunderts erbaut. Der Westturm aus Fachwerk wurde wahrscheinlich 1705 errichtet. Der Innenraum der Kirche ist im Stil der Neogotik gehalten.
- das Pfarrhaus (Garliner Dorfstraße 8)